# Плач
Плач — одна из психофизиологических реакций человека, для которой характерно чрезвычайно повышенное выделение из его глаз особой секреции — слёз; плач сопровождается резким повышением кровяного давления и дыхания, непроизвольными сокращениями окологлазных и надбровных мышц лица, а также напряжением мышц шейно-плечевого отдела. Наступает или как реакция на сильное одномоментное психическое переживание, или как результат длительного нервного напряжения, при этом может быть проявлением не только негативных, но и положительных эмоций. До определённого возраста у детей плач является также рефлекторной реакцией на боль, однако по мере взросления этот рефлекс слабеет, а затем и вовсе пропадает.
Плач не следует путать со слезотечением, вызванным соматическими причинами, в том числе защитным механизмом организма, повышающим выработку слезы, и вызванные раздражением роговицы и конъюнктивы при воспалительных заболеваниях, попавшими инородными телами и веществами (лакриматоры), при ожогах (лучевой, химический), резкое воздействие потока воздуха или холодного воздуха на роговицу, при лагофтальме, когда усиливается испарение влаги с поверхности, либо механической обтурацией слезоотводящей части слёзного аппарата глаза, препятствующая естественному стоку слезы по носослёзному протоку. Слезотечение при плаче всегда происходит единовременно из двух глаз (за исключением случаев гипофункции или отсутствия главной слёзной железы одного или обоих глаз).

## Описание
Считается, что плач свойственен исключительно человеку, так как учёные не нашли пока ни одно другое животное, проливающее слёзы во время эмоциональных реакций. Большинство животных способны проливать слёзы, однако слёзы животных имеют сугубо защитную функцию: предохранение глаз от пыли и грязи.
В редких случаях плач может вызываться не чувствами, а являться патологическим состоянием, следствием заболевания, и возникать при черепно-мозговой травме, псевдобульбарном параличе, рассеянном склерозе и других органических поражениях мозга. В таком случае плач называется непроизвольным или насильственным.

## Механизм плача
Во время плача человек рефлекторно сжимает веки, — и даже зажмуривается, — что является защитой кровеносных сосудов, снабжающих ткани глаза, от резко повышающегося в них давления. Во время плача происходит также сильная дыхательная прокачка лёгких, позволяющая насытить органы кислородом и ослабить ощущения страдания или боли.

### Плач и слёзы
Дарвин предполагал, что плач вызывается рефлекторно посредством судорожного давления круговых мышц век на поверхность глаза, что приводит к расширению внутриглазных сосудов. При этом данная реакция может происходить рефлекторно, в зависимости от культуры и воспитания человека.
При наличии cиндрома крокодиловых слёз (или синдрома Богорада) слёзные железы возбуждаются во время еды.

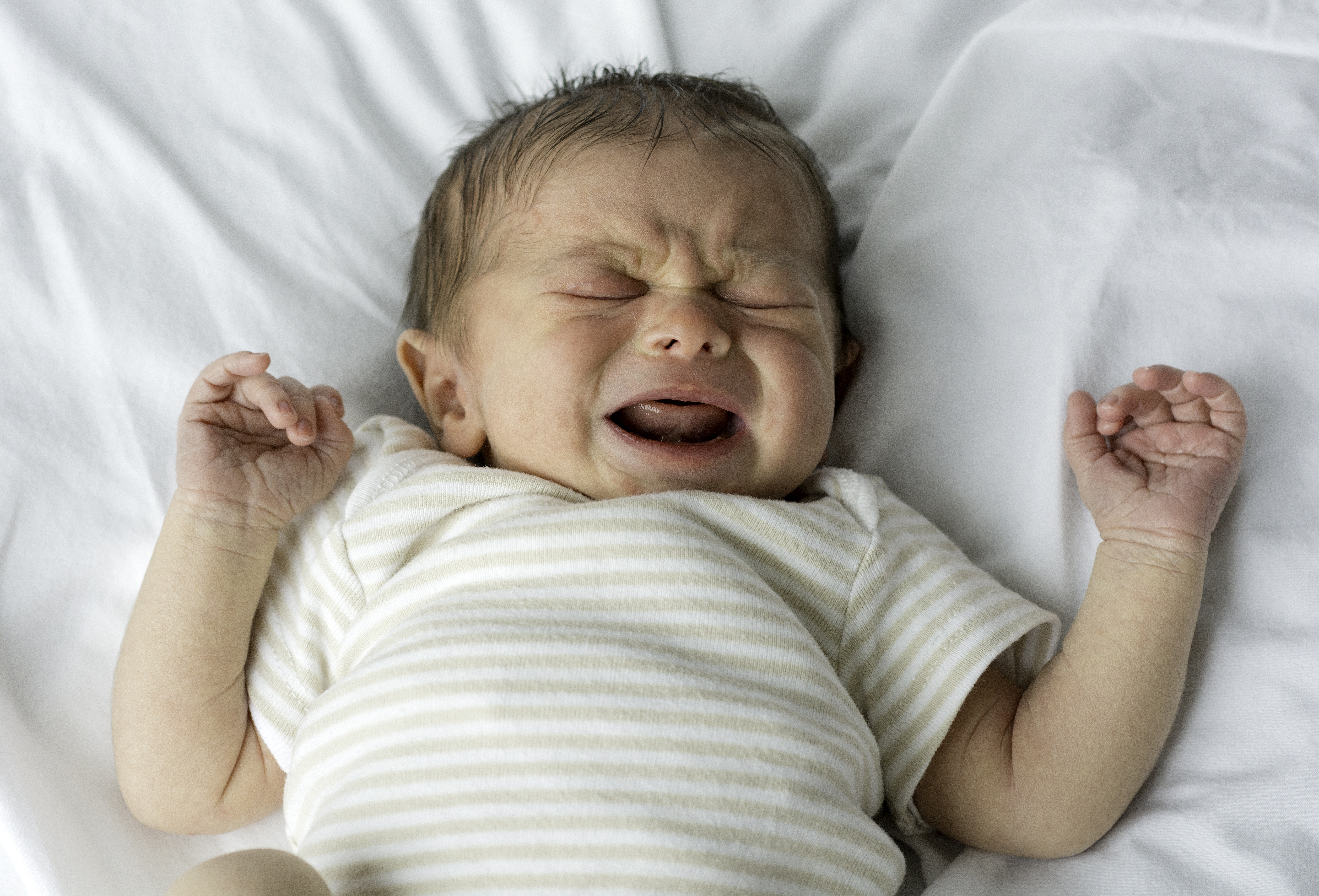
Плач новорожденного

## Плач младенца
У младенца принято выделять три основных типа плача, основной плач, сопровождающийся не очень громкими и надрывистыми криками с паузами, через которые младенец сигнализирует о своём страхе, или голоде, сердитый плач похож на основной плач, но с разницей в том, что ребёнок вдыхает больше воздуха и кричит значительно громче, является реакцией на сильный дискомфорт или испуг, третий тип — крик от боли сопровождается в начале длительным и громким надрывистым выкриком до полного выдоха, является реакцией на боль или следствием гнева. Обычно мать способна лучше понять плач собственного ребёнка, чем чужого.

## Плач ребёнка

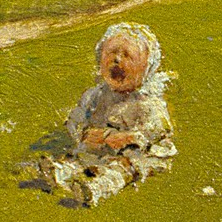
Плачущий ребёнок. Фрагмент картины Василия Поленова «Московский дворик» (1878)

Плач особенно свойственен маленьким детям, которые таким образом стремятся выразить свой дискомфорт или желания, при этом грань между смехом и плачем довольно размыта, что позволяет ребёнку быстро переходить от одного состояния к другому. Как правило, плач ребёнка демонстративен, является, по сути, сообщением не владеющего речью или должным запасом слов человека о своих потребностях; при таком плаче ребёнок активно использует мимику и издаёт усиленно громкие звуки. При этом детям свойственен так называемый манипулятивный плач, отличающийся искусственностью и возникающий не по значимым причинам физического свойства, а именно с целью привлечь внимание или заставить дать желаемое.
Сотрудники Ньюкаслского университета в Великобритании составили рейтинг самых раздражающих для человека звуков, где детский плач оказался на 9-м месте.

## Плач и культура

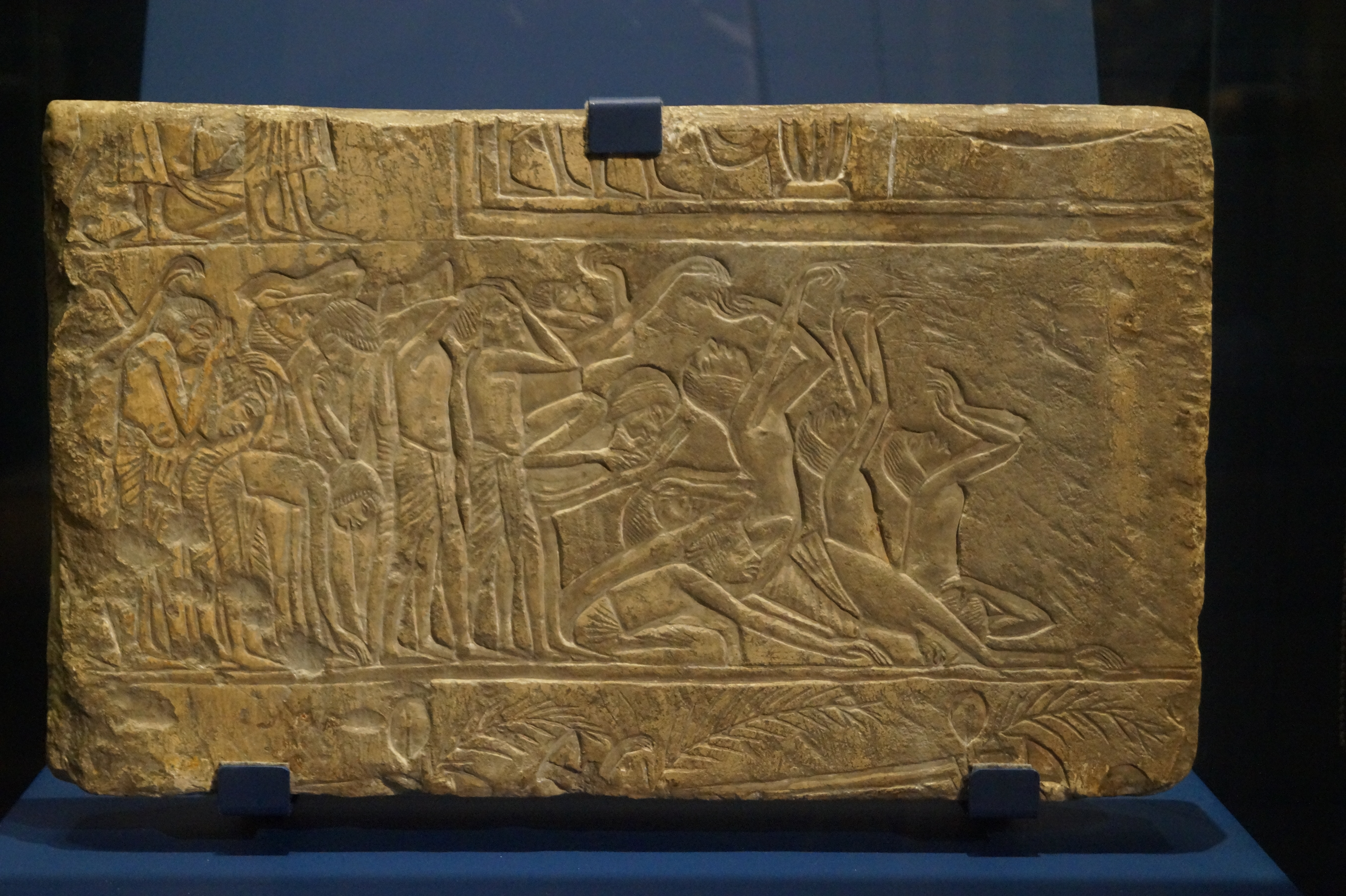
Рельеф «Плакальщики» из древнеегипетской гробницы Хоремхеба (сер. XIV века до н. э.). Пушкинский музей

Во многих культурах для мужчины считается недопустимым прилюдно плакать, поскольку это делает его похожим на женщину или на ребёнка, а значит, не способным к функциям исключительно мужским: обеспечению защиты и пропитания. Распространён стереотип, что плач мужчины — это проявление недостатка мужества, слабости характера, излишней чувствительности, которые необходимо проявятся в условиях битвы или охоты, в минуту настоящей опасности. В некоторых культурах плач является запретным не только для мужчин, и к нему принято относиться по-другому. Например, у индейцев Иекуана принято, чтобы вместо плача ребёнок сам подходил к взрослому и просил о помощи.

### Плач в религии
Блаженны плачущие,
ибо они утешатся. (Мф. 5:4)
По свидетельству многих христианских авторитетов, плач в христианстве — это следствие особого внутреннего состояния верующего (степень покаяния), связанного с усердной молитвой о прощении грехов и с раскаянием, с глубокой скорбью о своих грехах перед жертвой за неё милосердного Бога. Через плач о грехе, по мнению христиан, душа верующего принимает прощение от Святого Духа и приобретает силы к преодолению греха в последующем. Христианский богослов Иоанн Лествичник утверждал, что в плаче по Богу живёт благодатное утешение и радость; но что существуют также и греховные слёзы, от плоти, от греховных пожеланий, которые легко отличить по тому, что радость после них не наступает. Поэтому не поощряется «домогающийся внешний плач», который «развлекает дух».
Ислам приветствует плач, вызванный духовным просветлением мусульманина, а также, если через плач человек стремится выразить свои искренние чувства, неверные не способны на слёзы просветления, так как их сердца покрыты чёрной завистью. Также приветствуется скорбный плач по умершему, однако не приветствуется также излишнее проявление эмоций.
В исламе мужчина, заставивший свою жену плакать, понесёт наказание от Бога.
В буддизме плач не приветствуется, как проявление привязанности к ложным ценностям материального мира.